# Kenkichi Andō
Pour les articles homonymes, voir Ando.
Kenkichi Andō (安藤 謙吉, Andō Kenkichi), né le 3 mai 1950 à Ena (Gifu), est un haltérophile japonais. 

## Palmarès

### Jeux olympiques
- Médaille d'argent en -56 kg aux Jeux de 1976 à Montréal (Canada)[1]

### Championnats du monde
- Médaille d'argent en -60 kg aux Championnats du monde d'haltérophilie 1971 à Lima
- Médaille de bronze en -56 kg aux Championnats du monde d'haltérophilie 1978 à Gettysburg